# Karl Schumm (Archivar)
Karl Schumm (* 22. Dezember 1900 in Kirchberg an der Jagst; † 17. Juli 1976 ebenda) war ein württembergischer Lehrer, autodidaktischer Volkskundler, Autor und fürstlich-hohenlohischer Archivar. Er war der Gründer des Hohenlohe-Zentralarchivs in Neuenstein.

## Familie
Karl Schumm war der Sohn von Karl Schumm (1848–1934), Glasermeister, später Major und Reichsbahnoberinspektor, und dessen Ehefrau Rosine, geb. Pfeiffer (1859–1942).
1927 heiratete er Marianne, geb. Hegel (1902–1987), Urenkelin des Philosophen Georg Wilhelm Friedrich Hegel (1770–1831). Mit ihr hatte er vier Kinder: Georg (1928–1987), Johannes (* 1933), Adelheid (* 1936, Medizinerin), Friedrich (* 1942, Mediziner).

## Leben

### Ausbildung und Beruf
Dem schon früh an Geschichte und Literatur interessierten Jungen konnten seine Eltern in den Kriegszeiten keine wissenschaftliche Ausbildung zukommen lassen, andererseits fehlte es ihm an handwerklichem Geschick. Nach der Volksschule entschied er sich deswegen für den Beruf eines Volksschullehrers und besuchte bis 1918 das Lehrerseminar in Künzelsau.
In dieser Zeit fand er Gefallen an den Idealen des Wandervogels und der Jugendbewegung und begann, in der näheren und weiteren Umgebung zu wandern. Gleichzeitig wuchs sein Interesse an der Geschichte, Geographie, Geologie und Volkskunde von Hohenlohe.
Nach dem Abschluss des Seminars wurde er noch im letzten Kriegsjahr als Pionier zum Militärdienst eingezogen.
Nach der Entlassung vom Militär fand er zunächst keine Anstellung als Lehrer, weil der Kultusverwaltung während der Inflationszeit die Mittel für Neueinstellungen fehlten. So hielt er sich mit einer Anstellung bei einem Mergentheimer Buchhändler über Wasser. Nachdem sich die staatliche Finanzsituation 1922 gebessert hatte, konnte er als Lehrer in Ulm beginnen. 1923 wechselte er an ein privates Landschulheim in Herrlingen, wobei er Marianne Hegel kennenlernte, die er 1927 heiratete. Sie war ihm danach eine wichtige Stütze seiner wissenschaftlichen Arbeit und führte diese auch nach seinem Tod fort.
Die Familiengründung veranlasste ihn, 1927 in den Staatsdienst zurückzukehren, wo er zunächst als Unterlehrer in Eschental eingesetzt wurde. 1930 folgte seine Festanstellung als Hauptlehrer an der kleinen Volksschule Neunkirchen bei Michelfeld, 1938 wurde er nach Künzelsau versetzt. 1946 schied er zum Missfallen der Kultusbehörde aus dem Schuldienst aus.

### Militärdienst im Zweiten Weltkrieg
Gleich zu Beginn des Zweiten Weltkriegs wurde Schumm erneut zur Wehrmacht eingezogen. Als Ex-Pionier war er zunächst einem Straßenbaubataillon im nahen Ingelfingen zugeteilt. Bald folgte der Kriegseinsatz bei den Feldzügen in Polen, Frankreich und Russland, wo er bis zum Hauptmann aufstieg. Aufgrund einer 1943 erlittenen Kopfverletzung kam er ins Lazarett Gleiwitz, von wo er nach Schwäbisch Hall zurückverlegt wurde. Nach seiner Rekonvaleszenz wurde er noch in der Etappe in Eger, Westfalen, Nürnberg und Bad Mergentheim eingesetzt.

### Wissenschaftliche Tätigkeit
Als Lehrer in Neunkirchen begeisterte er im Herbst 1930 seine Schüler, mit ihm auf den Äckern der Umgebung von Neunkirchen und Witzmannsweiler nach prähistorischen Kleinstwerkzeugen aus Feuerstein zu suchen und diese zum Unterricht mitzubringen. Anhand dieser Proben konnte er nachweisen, „dass die Stubensandsteinböden der Waldenburger Berge in der Mittelsteinzeit besiedelt waren“. Im April 1932 führte er auch Probegrabungen durch. Die Publikation veranlasste eine Reihe anderer Lehrer zu ähnlichen Forschungen. Der Landesarchäologe Oscar Paret, mit dem er schon seit Herbst 1931 Kontakte pflegte, sieht in Schumm den „erste[n] Mittelsteinzeitforscher“ im fränkischen Württemberg.
1933 kommentierte Schumm in einer Fachzeitschrift den Schriftverkehr zur Biografie des Urahns seiner Ehefrau, geb. Hegel.
Er bemühte sich darum, den im Familienbesitz befindlichen Nachlass Hegels zu erschließen, und wurde so zum wichtigen Ansprechpartner für die Hegel-Werkedition. Folgerichtig war er auch an der Organisation der Stuttgarter Ausstellung und der Stiftung des Hegel-Preises zum Gedenken an Hegels 200. Geburtstag 1970 beteiligt. In seinen letzten Lebensjahren setzte er sich für die Realisierung einer Hegel-Gedenkstätte in dessen Stuttgarter Geburtshaus ein, die 1991 fertiggestellt wurde.
Beim Historischen Verein für Württembergisch Franken engagierte er sich ab 1936 als Autor und Vereinsarchivar und verfasste dort in den seitdem als „Jahrbuch“ bezeichneten Vereinspublikationen eine Vielzahl weiterer landeskundlicher Beiträge. Von 1953 bis 1976 wirkte er in der Schriftleitung mit.
Der weitgehend historische Autodidakt Schumm wurde bereits in den 1930er-Jahren ehrenamtlich mit der Pflege der Archive im nordwürttembergischen Raum betraut. Damals lernte er Friedrich Karl von Hohenlohe-Waldenburg kennen, der ihn bald mit dem Ordnen seines Archivs beauftragte, womit Schumm tatsächlich im Sommer 1939 begann; doch der begonnene Krieg vereitelte den Fortgang.
Während der Kriegszeit unterstützte er den nun als Direktor des württembergischen Landesmuseums fungierenden Oscar Paret, die Stuttgarter Bestände zum Schutz vor Bombenschäden in das Kloster Schöntal, in das Schloss Neuenstein sowie in das Salzwerk Kochendorf auszulagern. Nach Kriegsende wirkte er mit, sie von Neuenstein über Öhringen ins Zeughaus Ludwigsburg zurückzuführen.
Auch die Aktenbestände von Schloss Waldenburg, die aus Platzmangel wegen der verfügten Unterbringung von Flüchtlingen im Schlossgraben deponiert worden waren, versuchte Schumm in mühevoller Arbeit zu trocknen und zu restaurieren.
Noch vor Kriegsende hatte Schumm Kontakte zum damaligen Erbprinzen Gottfried zu Hohenlohe-Langenburg geknüpft und mit ihm den Gedanken erörtert, dessen Hausarchiv zu ordnen, was zunächst durch die Besatzungsmacht blockiert wurde.
Unter Würdigung seines Engagements für das Haus Hohenlohe wurde Schumm 1946 zum fürstlich-hohenlohischen Hausarchivar ernannt, worauf er sich vom Schuldienst verabschiedete.
Seine neue Stellung beinhaltete nichts Geringeres als die Gründung und den sukzessiven Aufbau eines Zentralarchivs aller Linien des Hauses Hohenlohe in Neuenstein.
Dafür wurden unter seiner Leitung bis 1970 die Bestände von ausgangs neun verschiedenen Sammlungen aus Waldenburg, Kirchberg, dem Lehnarchiv im Öhringer Gymnasium, Schillingsfürst, Langenburg erfasst und nach Neuenstein verbracht. Nach seinem Ausscheiden kamen noch die Akten aus Schloss Weikersheim dazu, womit das Projekt abgeschlossen wurde. Mit den von ihm veröffentlichten Übersichten und Aufsätzen bei Württembergisch Franken und seinen guten Beziehungen zu den Universitäten des Landes regte er eine Vielzahl von Examensarbeiten und Dissertationen über Hohenlohe an. Als Lehrer, der er immer blieb, wirkte darüber hinaus als Betreuer dafür. Aus seinen Schülern bildete sich um 1960 ein Freundeskreis, der bei seinen regelmäßigen Treffen als Neuensteiner Archivkreis über Jahrzehnte Geschichte in seinem Sinn erlebbar machte.
Sein Interesse beschränkte sich nicht auf die Geschichte des Adels, vielmehr Geschichte von allen Lebensbereichen.
Bereits in den 1960er Jahren warb er für Erfassung, Dokumentation und museale Bewahrung der reichen Zeugnisse bäuerlicher Kultur in Hohenlohe. Aus diesen Gedanken heraus bewirkte er 1972 die Errichtung des Bauernhausmuseums Schönenberg, aus dem 1983 das Hohenloher Freilandmuseum Wackershofen hervorging.
Großen Zuspruch fanden seine vielen Vorträge und Exkursionen. Er sammelte Dorfordnungen und sorgte für die Erhaltung vieler Gemeindearchive, die infolge der Gemeindereform gegenüber den Archiven der aufnehmenden Gemeinden an Beachtung zu verlieren und in Vergessenheit zu geraten drohten. Als ehrenamtlicher Denkmalspfleger unterstützte er alle Bemühungen, den überkommenen Bestand an Burgen, Schlössern und Kirchen für die nächsten 150 Jahre zu sichern.
Schumm starb im Alter von 75 Jahren während einer Sommerfrische in seiner Heimat Kirchberg an den Folgen eines Herzinfarktes und wurde in Neuenstein bestattet.

## Ehrungen
- 1970: Ehrenmitglied des Historischen Vereins für Württembergisch Franken
- 1971: Silberne Bürgermedaille der Stadt Öhringen
- 1971: Ehrendoktor der philosophischen Fakultät der Universität Tübingen
- 1978: Gedenktafel auf der Burg Leofels
- 2000: Karl-Schumm-Straße in Öhringen[2]

## Werke (Auswahl)
- Briefe von Karl Rosenkranz über seine Hegel-Biographie, in: Deutsche Vierteljahrsschrift für Literatur und Geistesgeschichte 11, 1933, 29–42.[7]
- Illustrierte Tier- u. Pflanzenbücher vom 16. bis zum 19. Jahrhundert, 1948[11]
- Landkarten und Kartenwerke vom Ende des 15. bis zum Beginn des 19. Jahrhunderts – Einführung: Das Kartenwesen im ehemaligen Hohenlohe Herrschaftsgebiet, Verlag Neuenstein. 1948, Schriftenreihe aus den Hohenlohe-Sammlungen Neuenstein 2[12]
- Berühmte Männer – Siegel, Unterschriften, Briefe, 1950[11]
- Karl Schumm: 600 Jahre Stadt Neuenstein 1351–1951. Festschrift zur 600-Jahrfeier der Stadt Neuenstein. 30. Juni bis 8. Juli 1951. Stadt Neuenstein, Öhringen 1951 (80 S.).[13]
- Hohenlohe – Schlesien, 1952[11]
- Karl Schumm: Geschichte der städtischen Verfassung in Öhringen 1253–1806. Festschrift zur 700-Jahr-Feier. Hrsg.: Stadtgemeinde Öhringen. Öhringen 1953 (71 S.).[14][15]
- Christiane Hegel. Die Schwester des Philosophen. In: SchwH 4, 1953, 177–180[11]
- Fürstlich Hohenlohe Gemeinschaftliches Archiv: Abt. Weinsberg, 1954[11]
- Karl Schumm: 700 Jahre Stadt Waldenburg. Festschrift zur 700-Jahr-Feier der Stadt Waldenburg 1954. Hrsg.: Bürgermeisteramt Waldenburg / Württemberg. Stadt Waldenburg, Waldenburg 1954 (36 S.).[16]
- Karl Schumm: 700 Jahre Stadt Töpferstadt Waldenburg 1254–1954 Heimatfest. Rat der Stadt Waldenburg, 1954 (128 S.).[17]
- Hundert Jahre Liederkranz Riedbach | 900 Jahre Riedbach. Festschrift Juli 1956; 48 S.[18]
- Karl Schumm: 600 Jahre Stadt Niedernhall. Festschrift zur Jahresfeier 1956. Hrsg.: Stadt Niedernhall. Paul Lochers Buchdruckerei, Künzelsau 1956 (76 S.).[19][20]
- Karl Schumm: Die fürstliche Residenz Langenburg. Deutscher Kunstverlag, München 1957.[21]
- Karl Schumm: Die Stiftskirche Öhringen. Evangelische Kirchengemeinde Öhringen, 1958.[22]
- Karl Schumm (Bearb.): Aus der Kirchengeschichte von Weissbach. Hrsg.: Familienarchiv Hornschuch, Schorndorf. Evang. Pfarramt Crispenhofen, Crispenhofen Kr. Künzelsau 1959 (119 S.).[23]
- Karl Schumm (Bearb.): Inventar der handschriftlichen Karten im Hohenlohe-Zentralarchiv Neuenstein. Verlag G. Braun, Karlsruhe 1961.[24][25]
- Aus der Geschichte Kupferzells – Festschrift zum 40-jährigen Bestehen der Landfrauenschule, 1962[11]
- Hohenlohe, 1962[11]
- Karl Schumm: Aus der Geschichte des Kreisgebiets. Sonderdruck aus: Heimat und Arbeit, Kreis Künzelsau. Konrad Theiss Verlag, Aalen 1966.[26]
- Karl Schumm: Auf den Spuren des Götz von Berlichingen. 1979 4. Auflage. Konrad Theiss Verlag, Stuttgart 1968, ISBN 3-8062-0238-9 (28+2 S.).[27][28]
- Der hällische Bauer und sein Verhältnis zum Bürger der Reichsstadt. In: Mitteilung des Vereins Alt-Hall 4,1973, 37–42[11]
- Karl Schumm: Bildnisse des Philosophen Georg Wilhelm Friedrich Hegel. Klett-Verlag, Stuttgart 1974 (43 S.).[29]
- Karl Schumm: Die Fürsten Hohenlohe in der Politik des XIX. Jahrhunderts. Die württembergischen Soldaten im Kriege 1870/1871. Verlag Haushahn, Schorndorf 1975 (46 S.).[30][31]
- Karl Schumm: Stadt Öhringen – 725 Jahre Öhringer Weistum 1253–1978. Stadt Öhringen, Stuttgart 1978 (80 S.).[32]
- Karl und Marianne Schumm: Hohenlohische Dorfordnungen. Hrsg.: Marianne Schumm. W. Kohlhammer, Stuttgart 1985, ISBN 3-17-008404-6 (771 S.).[33]

Für die Jahrbücher von Württembergisch Franken war er ständiger Autor (nachstehende Titel sind teilweise auch als Einzeldrucke bzw. Online erhältlich):
| Jahrbuch  | Bd. NF   | Seite | Nr.  | Titel |
| --------- | -------- | ----- | ---- | --- |
| 1936      | 17/18    | 140   | 783  | Die hällische Landheeg |
| 1949/1950 | 22/23 II |       | 826  | Übersicht über die Archivbestände Württembergisch Frankens mit besonderer Berücksichtigung der Archive der Fürsten zu Hohenlohe |
| 1949/1950 | 24/25    | 109   | 830  | Christian Ernst Hanßelmanns historische Karten und die Gauforschung                                                             |
| 1949/1950 | 24/25    | 216   | 837  | Das Hohenlohe-Museum in Neuenstein                                                                                              |
| 1951/52   | 26/27    | 259   | 852  | Die Chorbilder der Belsenberger Kirche                                                                                          |
| 1951/52   | 26/27    | 268   | 854  | Eine unbekannte Urkunde des Götz von Berlichingen                                                                               |
| 1951/52   | 26/27    | 272   | 855  | Ein Manuskript Johann Herolts vom Jahre 1557                                                                                    |
| 1951/52   | 26/27    | 308   | 858  | Das Fürstlich-Hohenlohesche Archiv im Schloß Haltenbergstetten                                                                  |
| 1951/52   | 26/27    | 312   | 860  | Der Hirsch von Hermersberg |
| 1955      | 30       | 138   | 894  | Pfarrer Johann Friedrich Mayer und die hohenlohesche Landwirtschaft im 18. Jahrhundert                                          |
| 1957      | 41. 31   | 64    | 900  | Die ältesten Gültbücher der Stadt Kirchberg/Jagst                                                                               |
| 1957      | 41. 31   | 85    | 901  | Das Obleibuch des Klosters Schäftersheim vom Jahre 1393                                                                         |
| 1957      | 41. 31   | 181   | 906  | Unserem Ehrenmitglied Professor Peter Goeßler zum Gedächtnis                                                                    |
| 1958      | 42. 32   | 33    | 912  | (mit Georg Lenckner) Das Gotteshausbuch der Pfarrei Münster bei Creglingen (1411)                                               |
| 1960      | 44. 34   | 84    | 934  | Götz von Berlichingens Überfall auf einen Kaufmannszug beim Zuckmantel 1513                                                     |
| 1961      | 45. 35   | 47    | 950  | Die Heiligen-Gültbüchlein der Pfarrei Ettenhausen (Kreis Crailsheim) aus dem Jahre 1539                                         |
| 1961      | 45. 35   | 52    | 951  | Eine Sammlung Brauch- und Arzneibücher aus Hohenlohe                                                                            |
| 1961      | 45. 35   | 102   | 954  | August Ludwig von Schlözers Briefe an den Fürsten Christian Friedrich Karl zu Hohenlohe-Kirchberg                               |
| 1961      | 45. 35   | 141   | 956  | Ein Zeitgenosse über die Jungfrau von Orleans                                                                                   |
| 1962      | 46. 36   | 31    | 964  | Götz von Berlichingen in der Überlieferung und in der Geschichte seiner Heimat                                                  |
| 1965      | 49. 39   | 59    | 997  | Joachim Georg Creuzfelder (1622–1702), Maler in Pfedelbach, als hohenlohescher Kartograph                                       |
| 1966      | 50       | 416   | 1037 | Die wissenschaftlichen und landeskundlichen Arbeiten von Karl Schumm                                                            |
| 1967      | 51       | 36    | 1042 | Emil Dietz |
| 1969      | 53       | 23    | 1057 | Burg Leofels |
| 1970      | 54       | 20    | 1068 | Konrad von Weinsberg und die Judensteuer unter Kaiser Sigismund                                                                 |
| 1971      | 55       | 42    | 1074 | Sühneforderungen an die Aufrührer im Bauernkrieg                                                                                |
| 1974      | 58       | 67    | 1120 | Zur Territorialgeschichte Hohenlohes                                                                                            |
| 1977      | 61       | 59    | 1157 | Christian Ernst Hansselmanns historische Karten                                                                                 |

In Fortführung seiner Arbeiten veröffentlichte seine Ehefrau Marianne Schumm weitere Artikel aus seinem Nachlass:
| Jahrbuch | Bd. NF | Seite | Nr.  | Titel                                          |
| -------- | ------ | ----- | ---- | ---------------------------------------------- |
| 1970     | 54     | 62    | 1070 | Zum Abbruch des Spitals in Döttingen am Kocher |
| 1974     | 58     | 200   | 1125 | Das Kind im Schutz der Koralle                 |
| 1985     | 69     | 99    | 1253 | Fürstliche Frauen als Apothekerinnen           |
| 1989     | 73     | 7     | 1307 | Adelheid von Öhringen, etwa 970 bis 1041       |